# Ptolomeo (general)
Ptolomeo (en griego antiguo: Πτολεμαῖος, romanizado: Ptolemaios, Ptolemaios; ¿?-309 a. C.) fue sobrino y general de Antígono I Monóftalmos, uno de los diádocos de Alejandro Magno. Su padre también se llamaba Ptolomeo y era hermano de Antígono. El sobrino fue el brazo derecho de su tío hasta que Demetrio comenzó a cobrar importancia.

## Campañas de Asia Menor
Aparece por primera vez en las fuentes acompañando a su tío en el asedio de Nora del 319 a. C.; se le entregó en calidad de rehén como garantía de la seguridad de Eumenes, que parlamentaba con Antígono. Unos cuantos años más tarde, vuelve a aparecer al frente de las tropas por encargo de su tío. Cuando este se enfrentó a la liga de enemigos en el 315 a. C., otorgó a Ptolomeo el mando de un ejército que combatió a los generales de Casandro en Asia Menor. El general joven cumplió satisfactoriamente su cometido: socorrió Amiso, que cercaba Asclepiodoro; recuperó toda la satrapía de Capadocia; y seguidamente penetró en Bitinia, a cuyo rey Cipetes obligó a coligarse con Antígono. Al ocupar Jonia, Seleuco optó por abandonar la región.  Forjó una alianza con Dioniso, tirano de Heraclea, que afianzó desposando a su hija.
Amenazó Caria, que defendía Mirmidón, mercenario al servicio del Egipto ptolemaico, durante la segunda mitad del año. Al año siguiente debeló a Eupolemo, general de Casandro, a quien sorprendió. Estaba asistiendo al funeral de su padre cuando Asandro, sátrapa de Caria, recibió refuerzos de su aliado Casandro y decidido acometer al ejército de Ptolomeo, privado de su jefe y desperdigado en torno a Caria para invernar. Despachó a Eupolemo con ocho mil peones y doscientos jinetes a sorprender al ejército enemigo. Ptolomeo, sin embargo, recibió noticia del ataque y tendió una celada a Eupolemo, cuyo ejército al completo apresó.

## Campañas en Grecia
La llegada a la región del mismo Antígono en el verano del 313 a. C. reforzó su autoridad; Ptolomeo tras participar en los cercos de Cauno y Yaso, pasó con un ejército considerable a Grecia librar allí la guerra contra Casandro. Al principio obtuvo una serie de rápidas victorias: expulsó a las guarniciones enemigas de Calcis y Oropo; invadió el Ática, donde obligó al tirano de Atenas, Demetrio de Falero, a prometer someterse a su tío; y luego atravesó Beocia, Fócida y Lócrida. Allá donde pasaba, expulsaba a las guarniciones de Casandro y proclamaba la libertad e independencia de las ciudades.
Se dirigió a continuación al Peloponeso, donde la autoridad de Antígono estaba en entredicho por la deserción reciente del general Telesforo, otro de sus sobrinos. Ptolomeo volvió a someterlo. Parece que permaneció en la región hasta que la paz del 311 a. C. puso fin a las hostilidades.

## Rebelión y muerte
Se cree que consideró que Antígono no recompensó adecuadamente sus servicios y que por ello lo abandonó en el 310 a. C, cuando Casandro y Ptolomeo se preparaban para reanudar las hostilidades, y pactó con estos. Quizá deseaba quedar como señor del Peloponeso, aunque la reconciliación de Poliperconte con Casandro lo impidió. Cuando su tocayo egipcio arribó a Cos con una flota, zarpó de Calcis para unirse a él. Fue recibido con grandes honores, pero pronto disgustó al lágida por sus intrigas y ambición, que lo hizo encarcelar y luego lo obligó a suicidarse envenenándose, en el 309 a. C.